# Wills Hill, I marchese del Downshire
Wills Hill, I marchese di Downshire (Fairford, 30 maggio 1718 – 7 ottobre 1793), è stato un politico britannico dell'era georgiana, Visconte di Hillsborough dal 1742 e Conte di Hillsbourough dal 1751.
Il titolo Marchese del Downshire è una carica nobiliare irlandese che fu creata nel 1789 per Wills Hill.

Più noto negli Stati Uniti come Conte di Hillsborough (o Lord Hillsborough), fu Segretario di Stato per le Colonie tra il 1768 e il 1772, nel periodo critico che portò alla Guerra d'indipendenza americana.

## Biografia

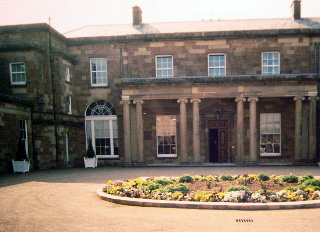
Il castello di Hillsborough, fatto costruire da Wills Hill nel borgo di Hillsborough (Contea di Down nell'Ulster).

Nato a Fairford (Gloucestershire), Wills Hill era figlio di Trevor Hill, 1° Visconte di Hillsborough e Mary, figlia di Anthony Rowe. Wills Hill venne eletto al Parlamento nel collegio elettorale di Warwick nel 1741, seggio che mantenne fino al 1756. Subentrò nel titolo nobiliare di Visconte di Hillsborough al padre nel 1742 (il titolo, della nobiltà irlandese, che permetteva di continuare a sedere nella Camera dei Comuni).
Nel 1751 divenne Conte di Hillsborough (titolo della nobiltà irlandese) e nel 1754 ebbe l'incarico di Comptroller of the Household fino al 1756 e fu designato nel Consiglio Privato di Sua Maestà. Nel 1756 fu nominato Barone di Harwich, nella Contea di Essex, titolo nobiliare britannico.
Per quasi due anni tra il 1763 e il 1765 fu eletto President of the Board of Trade and Plantations nel periodo di governo di George Grenville e dopo un breve periodo di ritiro ricoprì la stessa carica nel 1766 e poi quella Postmaster General of the United Kingdom durante il governo del Conte di Chatham.
Tra il 1768 e il 1772 Wills Hill fu Segretario di Stato per le Colonie e contemporaneamente presidente del Board of Trade. Durante questo incarico si oppose a tutte le concessioni per i coloni americani e favorì il progetto di una unione tra Inghilterra e Irlanda. Quando si ritirò nel 1772 fu eletto Conte di Hillsborough (titolo della nobiltà della Gran Bretagna). Nel 1779 divenne Secretary of State for the Southern Department (Segretario di Stato per il Dipartimento del Sud), incarico che tenne fino al 1782. Venne nominato Marchese del Downshire (titolo nobiliare irlandese) nel 1789.

### Famiglia
Wills Hill si sposò prima con Lady Margaretta, figlia di Robert FitzGerald, 19º Conte di Kildare, nel 1747. Dopo la sua morte nel 1766 si unì a Mary, baronessa Stawell, figlia Edward Stawell, 4º barone Stawell e vedova di Henry Bilson-Legge, nel 1768. Mary morì nel 1768. Wills Hill morì il 7 ottobre 1793 all'età di 75 anni e il titolo di Marchese del Downshire passò al figlio Arthur (1753-1801), nato nel suo primo matrimonio. Ebbe anche due figlie (sempre con la prima moglie): Lady Charlotte (morta nel 1804), Contessa di Talbot e Lady Maria Amelia Hill (1750-1835), Marchesa di Salisbury

## Eredità
In suo onore hanno preso il nome Hillsborough: la Contea di Hillsborough (New Hampshire), le città di Hillsborough (New Hampshire), Hillsborough (Carolina del Nord) e la Contea di Hillsborough (Florida) come la Hillsborough Bay nell'Isola del Principe Edoardo e Hillsborough (Nuovo Brunswick) in Canada.